# Ruby (sångare)

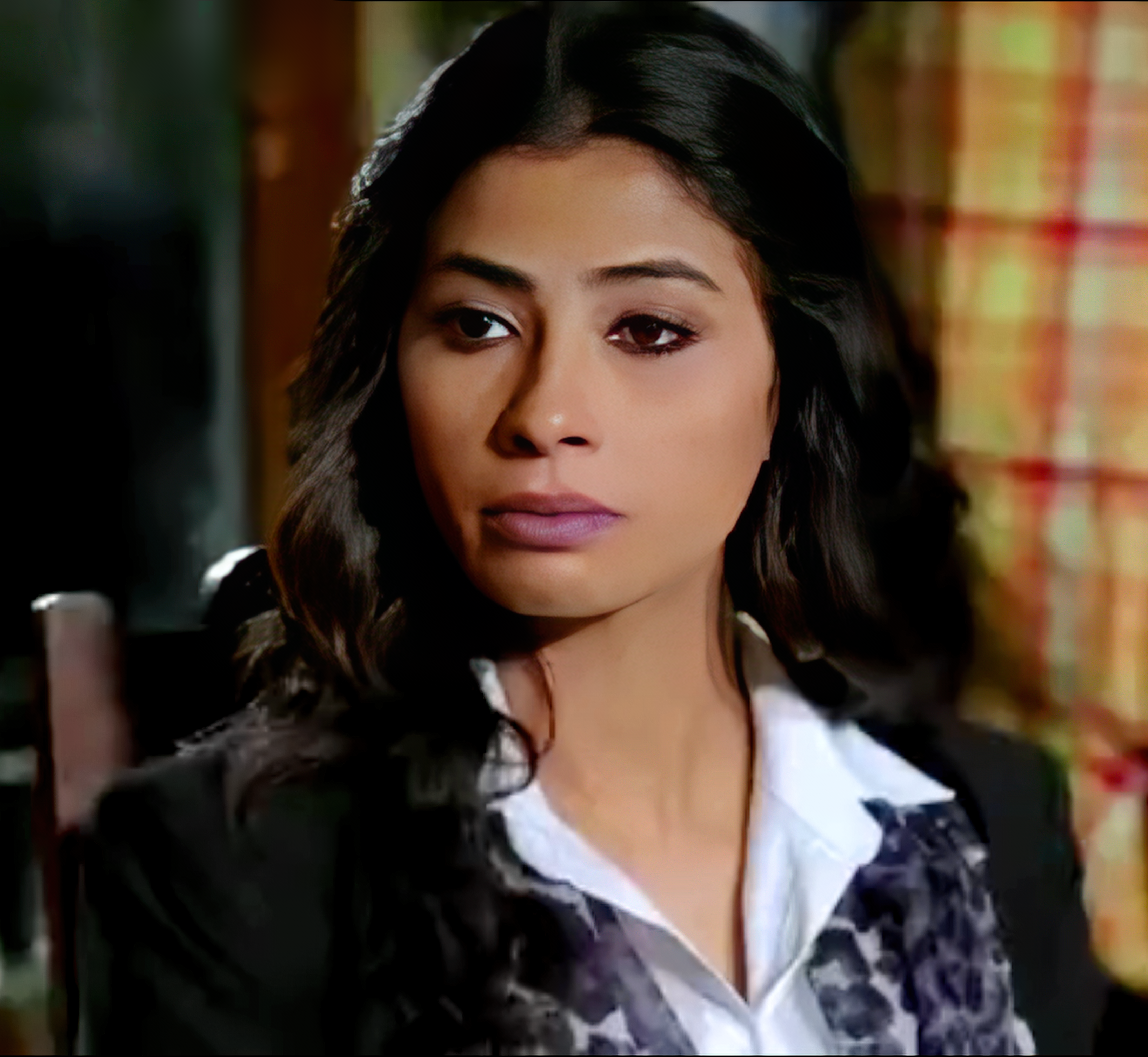
Ruby (2017)

Rania Hussein (på arabiska رانيا حسين), eller Ruby, född 8 oktober 1981 i Kairo, är en egyptisk sångare och skådespelare.

## Diskografi
- Eba'a Abelni (2004)
- Meshit Wara Ehsasy (2007)